# Sūr Dās (cràter)

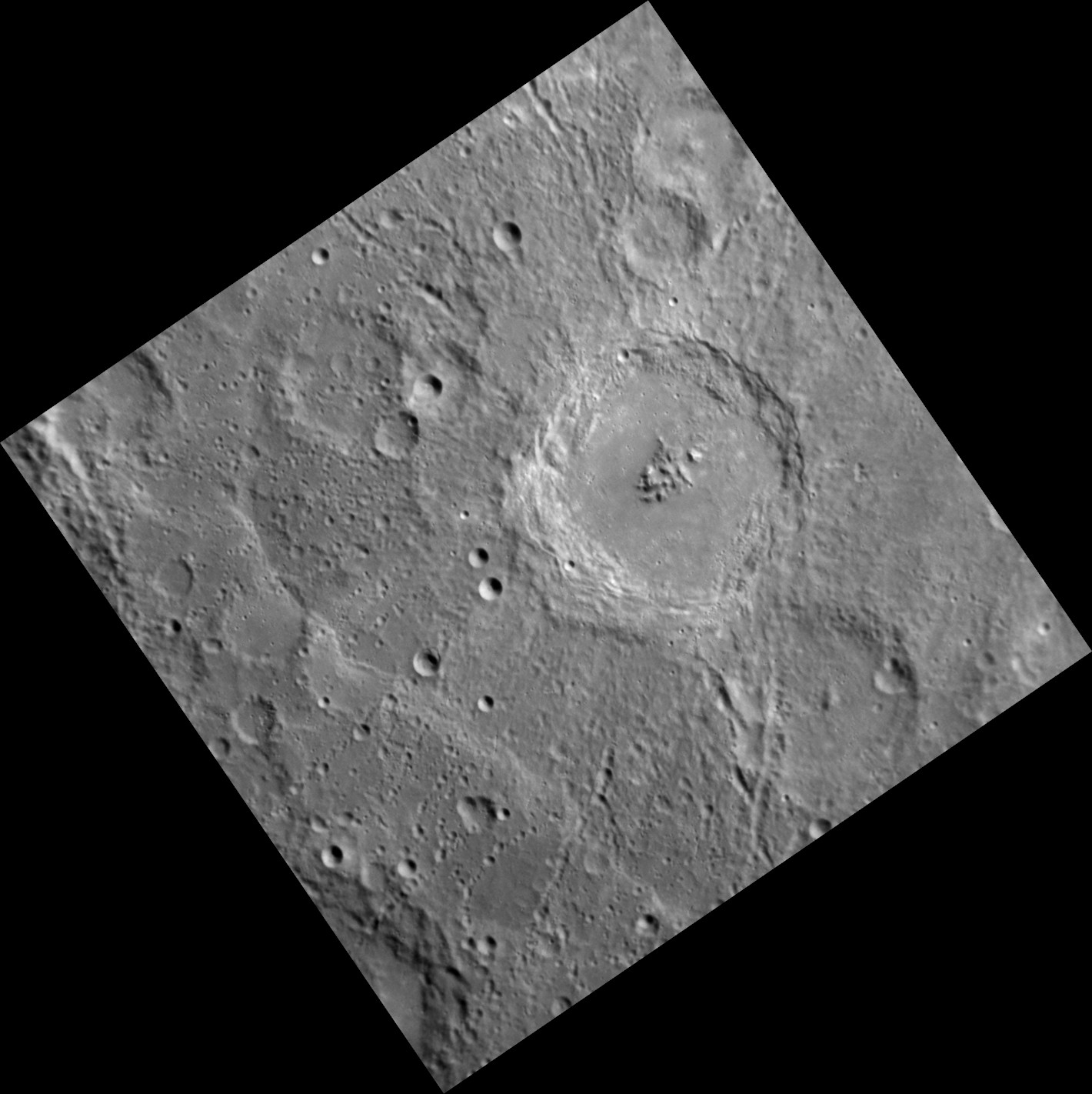
Imatge del cràter Sūr Dās fotografiat des de la sonda espacial Messenger.

Sūr Dās és un cràter d'impacte en el planeta Mercuri de 131 km de diàmetre. Porta el nom del poeta indi Sūr Dās (1483-1563), i el seu nom va ser aprovat per la Unió Astronòmica Internacional el 1979.